# Мерсинли, Мехмет Джемаль

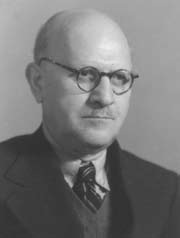

Мехмет Джемаль (тур. Mehmet Cemal, 1875 — 7 октября 1941) — турецкий военачальник.
Мехмет Джемаль-паша родился в городе Мерсин, поэтому, чтобы избежать путаницы с одним из современных ему турецких диктаторов Ахмедом Джемалем (которого обычно также называли Джемаль-пашой), его обычно именовали «Мерсинли» («Мерсинец»). Отцом его был Осман-бей. В 1892 году Мехмет Джемаль поступил в военную академию, которую окончил в 1895 году в звании лейтенанта пехоты. После окончания в 1898 году Колледжа генерального штаба, он в 1898 году стал штабс-капитаном, служил во 2-й армии. В 1903 году стал подполковником, в 1908 — полковником. В 1912 году был назначен начальником штаба 2-й армии.
Во время Первой Балканской войны Мехмет Джемаль-паша стал начальником штаба Западной армии, а также командовал 10-й и 42-й дивизиями. В ноябре 1913 года стал инспектором штаба 1-й армии, в апреле 1914 — заместителем коменданта крепости Эдирне. В конце 1914 года был назначен командиром 8-го корпуса и повышен в звании до генерал-майора.
В феврале 1918 года Мехмет Джемаль-паша был назначен командующим 4-й армией, и оставался в этой должности до конца Первой мировой войны.
В октябре 1919 года Мехмет Джемаль-паша стал военным министром в кабинете Али Рызы-паши. 21 января 1920 года под давлением стран Антанты он был вынужден оставить этот пост, и два месяца спустя арестован англичанами и заключён в тюрьму на Мальте.
В конце 1921 года Мехмет Джемаль вернулся в Турцию и стал депутатом Великого национального собрания Турции. 17 июня 1926 года он был арестован по обвинению в участии в заговоре с целью убийства Мустафы Кемаля, однако на суде, состоявшемся 13 июля, был признан невиновным.